# Фратецци, Итало
Итало Фратецци (порт.-браз. Italo Fratezzi; 24 мая 1906, Белу-Оризонти — 22 мая 1980, Белу-Оризонти), также известный под именем Бенгала (порт.-браз. Bengala) — бразильский футболист, нападающий. Занимает 4 место по общему количеству голов за клуб «Крузейро» — 168 мячей.

## Карьера
Бенгала начал карьеру в 1925 году в клубе «Палестра Италия» из родного города Белу-Оризонти. Когда он пришёл в команду, одним из первых его слов стало:

«Я уйду отсюда, только когда умру»
Вскоре после прихода, Бенгала стал одним из игроков основного состава клуба, выступая на позиции центрального и левого нападающего, играя под 10 и 11 номерами. Всего за «Палестру» Бенгала провёл 247 матчей и забил 168 голов, выиграв с клубом 3 чемпионата штата Минас-Жерайс.
Сразу по завершении карьеру игрока, Фратецци возглавил клуб, приведя его к выигрышу чемпионата штата. В 1943 году он недолго поработал с «Ботафого», а затем вернулся в «Палестру», к тому времени переименованную в «Крузейро». Всего под его руководством Крузейро провёл 126 матчей, из которых 60 выиграл, 24 сыграл вничью и 42 проиграл. Последним тренерским опытом Бенгалы стала сборная штата Минас-Жерайс. После этого Бенгала остался в «Крузейро», работая там до конца своей жизни в 1980 году, кода он скончался от сердечного приступа.

## Достижения

### Как игрок
- Чемпион штата Минас-Жерайс: 1928, 1929, 1930

### Как тренер
- Чемпион штата Минас-Жерайс: 1940, 1944